# Baggrundsfigurer fra Spyro
Baggrundsfigurer fra Spyro er en række fiktive personer fra Spyro the Dragon, der optræder i mindre eller større grad.

## Toasty
Toasty er en nær fjende til Spyro. Han optræder første og sidste gang i Spyro the Dragon i Artisan's Home, i banen af samme navn. Toasty er et lille hvidt får med sort hoved, han går på træstylter, han har dækket sig som en mand med en le der har, orange fødder, lilla kappe, orange hænder, le med brunt skaft og sølv-hoved, orange græskar-hove, lilla spids hat og som mand med le har han helt sorte øjne, og som får har han ingen øjenfarve.

## Doctor Shemp
Doctor Shemp eller Dr. Shemp er en nær fjende til Spyro. Han optræder første og sidste gang i Spyro the Dragon i Peace Keepers Home i banen af samme navn. Shemp er en stor gul Gnorc med Metal-Armor, stor grå sko, sol-briller, sølv-fjer på hovedet, Heksedokter-stav med brunt skaft og skelet-hoved og man kan ikke se hans øjenfarve for sol-brillerne.

## Blowhard
Blowhard (eller Blow Hard) er en Gnorc (fugl-tornado), og er skabt af Gnasty Gnorc. hudfarven på ham er sort.

## Metalhead
Metalhead er en nær fjende til Spyro. Han optræder første og sidste gang i Spyro the Dragon i Beast Makers i banen af samme navn. Metalhead er en stor grå Robot med grønne tæer, helt gule øjne, stikkende pink hår, gule horn-agtige sensorer.

## Jacques
Jacques er en nær fjende til Spyro. han optræder første og sidste gang i Spyro the Dragon i Dream Weavers i banen af samme navn. Jacques er en lille Jack-In-A-Box med grå fjeder, rød bluse, meneske-arme, grønt hoved, spidse tænder, rød-blåt hår, gul hale og han har ingen øjenfarve.

## Gnasty Gnorc
Der var engang en lille grøn slim-bold kaldet Gnasty Gnorc, som engang voksede sig stor til en gnom/orc, han blev af den grund kaldet en Gnorc. Gnasty lavede engang så meget lort i den til en drage-fest at dragerne forviste ham til Dragon Junkyard (Drage Losseplads) som er så afskyeligt, ja værre end døden, ifølge dragerne, men det så ud til at passe Gnasty så fint at han omdøbte det med to navne: Gnasty's World, Gnorc Gnexus, på et tidspunkt fandt han en gammel Magi-bog (spell-book) han fandt ud af at den tilhørte en heks ved navn The Sorceress, han fandt senere ud af at det var en gammel udgave, men den passede Gnasty fint. Senere fandt han ud af, i bogen, hvordan man kan animere ting. Gnasty fandt senere en stav der lå og flød på gulvet og tog den med det samme i brug. Til en drage-fest, uden Gnasty, så han at de bar masser af skindende smykker og ædelstene han kastede med det samme den forbandelse der animerer ting, smykkerne og ædelstenende blev øjeblikkelig til væsner han kaldte Gnorc's, disse Gnorc's fandt øjeblikkelig deres herre. Senere fandt han en side med indskrebsionen: Hvordan man laver en stav om så den kaster slim, og så lavede han staven om så den indeholdt et karbad af Gnorc-Slim, senere fandt han ud af at man kunne indstøbe drager i forskellige forme.
Ps. Gnasty forvandlede også nogen af smykkerne og ædelstenene til: Et får, der har fået en dragt på, og en spids hat, et græskar-hoved og en le, denne kaldes Toasty. En stor Gnorc der har metal-amor på maven, og en heksedokter-stav i hånden, og punker-hår og solbriller, denne kaldes Doctor Shemp (Dr. Shemp). En fugl der har en tornado under sig, denne kaldes Blowhard. En stor robot-mand der har punker-hår, denne kaldes Metalhead. En trold i en æske, kan hoppe langt, denne kaldes Jacques. Gnastys hudfarve er grøn og han bærer guld-armor.
Fire år efter er Gnasty Gnorc der igen men denne gang er hans armor ikke guld, men sølv, og han bruger ikke magien i sin stav så meget her bruger han den mest som kølle, og denne gang er han ikke Mørkets Herre men derimod en af Red's bodyguarder.

## Crush
Crush er en forhistorisk dinosaur, han er kvart øgle, kvart hulemand, så han har vinger, bærer kølle og går på to ben. Crush blev fundet af Ripto, og blev omgående hans bodyguard sammen med Gulp. Han har gule horn der går bagud, og har én hvid tand. Hans hudfarve er lyseblå.

## Gulp
Gulp er en forhistorisk Dinosaur af arten Triseratops derfor går han på fire ben han har en stor mund og kan godt lide at spise féer. Gulp kan også godt lide at bære missiler på ryggen. Gulp blev fundet af Ripto, og blev omgående hans bodyguard sammen med Crush. Gulp bærer tit Ripto på ryggen. Han har gule horn der bevæger sig indad, og han har én stor tand der nogen gange er hvid og andre gange gul-grøn. Hans hudfarve er lysegrøn.

## Ripto
Ripto er halv dinosaur og er af en meget speciel art: Rhynocorus Riptosaurus, han holder et scepter i hånden, og kan godt lide krystaller. Han hader drager med den begrundelse at han ikke har vinger og ikke kan flyve. han har en lilla kappe på, og har kun et gult horn. Han bærer en kæde med en krystal i. Ripto er også en meget lavstammet riptoc. hans hudfarve er orange. Ripto har to bodyguarder Crush og Gulp, desuden rider han tit på Gulp.

## Buzz
Buzz er et næsehorn, nærmere betegnet rhynoc og en teenager. Buzz holder til på The Sorceress-paladset, og får tit ordre af The Sorceress. Han er en af dem der holder Sgt. James Byrd fanget i et bur i det tredje spil. Buzz er også den der bliver forvandlet til en stor grøn frø af Bianca i det tredje spil. Han har en brun hat på, han holder en krukke med en blomst og hans hudfarve er lilla. Som grøn frø har han grøn hud brunt skæg små arme og store plade-fødder.

## Sleepy Head
Sleepy Head (eller Sleepyhead) er en rhynoc og er voksen. Sleepy's natur og indteresse er at sove han kan ikke lide at blive vækket. Sleepy holder til i et hus i Spooky Swamp i det tredje spil, og er en mini-boss. 

## Spike
Spike er en rhynoc og et barn. Spike holder til på The Sorceress-paladset, og får tit ordre af The Sorceress. Han er en af dem der holder Bentley fanget i et bur i det tredje spil. Spike er også den der bliver forvandlet til en mutant-rhynoc af The Sorceress i det tredje spil. Han har lilla hudfarve, men som mutant har han sorte fødder sandfarvede ben, krop, arme og hoved, og hans øjne er grønne, han holder en mega-stor blå pistol.

## Scorch
Scorch er en rhynoc og voksen. Scorch holder til på The Sorceress-paladset, og får tit ordre af The Sorceress. Han er en af dem der holder Agent 9 fanget i et bur i det tredje spil. Scorch er også den der bliver forvandlet til en flyvende mutant-rhynoc af The Sorceress i det tredje spil. Han har brun hudfarve og metal-vest og han har en blå hjelm, men som mutant har han sandfarvet hud, lang hale, vinger, og lysende gule øjne og inde under vingerne er han rød.

## The Sorceress
The Sorceress er en voksen hekse-dinosaur. Sorceress holder til på sit palads The Sorceress-paladset. Hun prøver at overtale Bianca til at kæmpe mod Spyro i det tredje spil, uden held. Sorceress har en krone på hovedet, en præste-krave om halsen en halskæde fra nakken ned på maven og hun holder en æg-scepter (eller: en stav med et æg på). Sorceress er den der forvandler Spike og Scorch. Sorceress's hudfarve er lyseblå.

## Ineptune
Ineptune er en havheks og holder til i vand, mest det grønne. Ineptune har lilla hår, og bærer en lilla kjole med en lilla krystal i midten. Ineptune er en af Red's bodyguarder. Ineptune's hudfarve er bussemands-grøn.

## Red
Red er en drage, han er knaldrød og er tidligere Dragon Elder han har en medaljon hængende fra nakken nede på maven og han har en træstav hvori han har placeret en Dark Gem, han har kæmpestore vinger, og hans horn er lilla og buer indad. han kan ikke kun kaste magier med sin stav han bruger også de bare næver. Red må ofte bukke hovedet for at se folk. hans hudfarve er, som der står længere oppe, knaldrød.